# فيليب هاربر
فيليب هاربر (بالإنجليزية: Philip Harper)‏ هو عازف جاز أمريكي، ولد في 10 مايو 1965 في بالتيمور في الولايات المتحدة.

## وصلات خارجية
- فيليب هاربر على موقع ميوزك برينز (الإنجليزية)
- فيليب هاربر على موقع ديسكوغز (الإنجليزية)